# عبد الحق واثق
عبد الحق واثق هو أفغاني اُعتقل خارج نطاق القضاء في معتقل غوانتانامو الأمريكي في كوبا. كان رقم الاعتقال التسلسلي الخاص به 4، ولد في عام 1971 في ولاية غزني في أفغانستان.
وصل إلى غوانتانامو في 11 يناير 2002، وظل محتجزًا هناك حتى 31 مايو 2014. تم نقله من معتقل غوانتانامو إلى قطر يوم 1 يونيو 2014 مع أربعة أخرين المعروفين بـ رجال طالبان الخمسة في صفقة تبادل أسرى مقابل الجندي الأمريكي بو روبرت برغدال بوساطة قطرية، بشرط الإقامة في قطر لمدة عام كشرط للإفراج عنهم.
واجه واثق نفس التهم التي وجهت إلى 60% من السجناء، بالإضافة إلى أنه كان نائب وزير الاستخبارات في إمارة أفغانستان الإسلامية (حكومة طالبان)، وقائد عسكري.

## التقارير الصحفية
نقلت صحيفة كريستيان ساينس مونيتور اقتباس عن أحمد الله حيث دعاه الملا محمد عمر إلى العودة إلى قندهار. فيقول:
"اتصل بي مرتين لكي أعود إلى قندهار، ولكني لا أستطيع أن أذهب إلى هناك بسهولة، لأن الكثير من الناس تعرفني وأنا خائف من الاعتقال بسهولة، لذلك أرسلت مساعدي الملا عبد الحق واثق إلى قندهار، وللأسف تم القبض عليه من قبل عملاء أمريكا في ولاية غزني."

## مفاوضات إطلاق السراح
معظم الأفغان قد أعيدوا إلى أفغانستان بحلول عام 2009،
وفي 2011 و2012 أجرت الولايات المتحدة مفاوضات مع حركة طالبان، تطرقت هذه المفاوضات إلى تسليم عبد الحق واثق وأربعة آخرين من كبار زعماء حركة طالبان، وهم نور الله نوري، خير الله سعيد والي، وملا محمد فضل، محمد نبي عمري. اقترحت المفاوضات إرسال الخمسة رجال مباشرة إلى الدوحة في قطر.
ونقل الخمسة إلى قطر في 1 يونيو 2014 في مقابل إفراج طالبان عن الجندي الأمريكي برغدال في صفقة بوساطة أمير قطر، على شرط الإقامة في قطر لمدة 12 شهرا كشرط للإفراج عنهم.